# Гінзбург Вульф Веніамінович
Вульф Веніамінович Гінзбург (4 березня 1904, Курськ — 2 лютого 1969, Ленінград) — радянський антрополог.

## Життєпис
Народився в Курську. У 1926 році закінчив Ленінградський медичний інститут. Працював військовим лікарем у кавалерійському полку.  З 1929 року асистент на кафедрі нормальної анатомії 1-го Ленінградського медичного інституту, в 1931 році аспірант в Інституті етнографії АН СРСР. У 1932—1933 роках проводив антропологічні дослідження в Таджикистані: обстежував жителів кишлаків районів Каратегина, Центрального і Східного Дарваза. Кандидат біологічних наук з 1935 року, монографія — «Гірські таджики» (1937).  З 1938 року працював в анхронологічному відділі Музею антропології і етнографії АН СРСР. Після утворення Ленінградського відділення Інституту етнографії АН СРСР перейшов в сектор антропології, де і працював до кінця життя. З 1938 року, з невеликими перервами, читав курс антропології в БРЕШУ на кафедрі етнографії. У 1937—1959 роках викладав анатомію у Військово-медичній академії. З 1945 року доктор медичних наук. З 1949 року професор. 

## Наукова діяльність
Наукові праці присвячені методам расового аналізу, співвідношення раси і конституції. Один з основоположників етнічної антропології в СРСР.  Вивчив величезний антропологічний матеріал Поволжя і Подоння, включаючи скелетні останки людей від епохи енеоліту до сучасності. Розглядав на цій базі етногенез народів Середньої Азії і прийшов до висновку про те, що широко поширений антропологічний тип середньоазіатського межиріччя складався на основі андроновського і середземноморського.